# Скурту Маре (Телеорман)
Скурту Маре (рум. Scurtu Mare) насеље је у Румунији у округу Телеорман у општини Скурту Маре. Oпштина се налази на надморској висини од 131 m.

## Становништво
Према подацима из 2002. године у насељу је живело 2150 становника, од којих су сви румунске националности.

### Хронологија
| Година       | 1992 | 1993 | 1994 | 1995 | 1996 | 1997 | 1998 | 1999 | 2000 | 2001 | 2002 | 2003 | 2004 | 2005 | 2006 | 2007 | 2008 | 2009 | 2010 | 2011 | 2012 | 2013 | 2014 | 2015 | 2016 | 2017 |
| ------------ | ---- | ---- | ---- | ---- | ---- | ---- | ---- | ---- | ---- | ---- | ---- | ---- | ---- | ---- | ---- | ---- | ---- | ---- | ---- | ---- | ---- | ---- | ---- | ---- | ---- | ---- |
| Становништво | 2615 | 2556 | 2517 | 2453 | 2426 | 2369 | 2327 | 2290 | 2264 | 2245 | 2200 | 2137 | 2093 | 2062 | 2025 | 1974 | 1932 | 1909 | 1869 | 1825 | 1787 | 1752 | 1718 | 1684 | 1651 | 1638 |